# Tijucas
Tijucas là một đô thị thuộc bang Santa Catarina, Brasil. Đô thị này có diện tích 277 km², dân số năm 2007 là 26344 người, mật độ 95,2 người/km².